# Ministerium für auswärtige Angelegenheiten und internationale Zusammenarbeit (Italien)

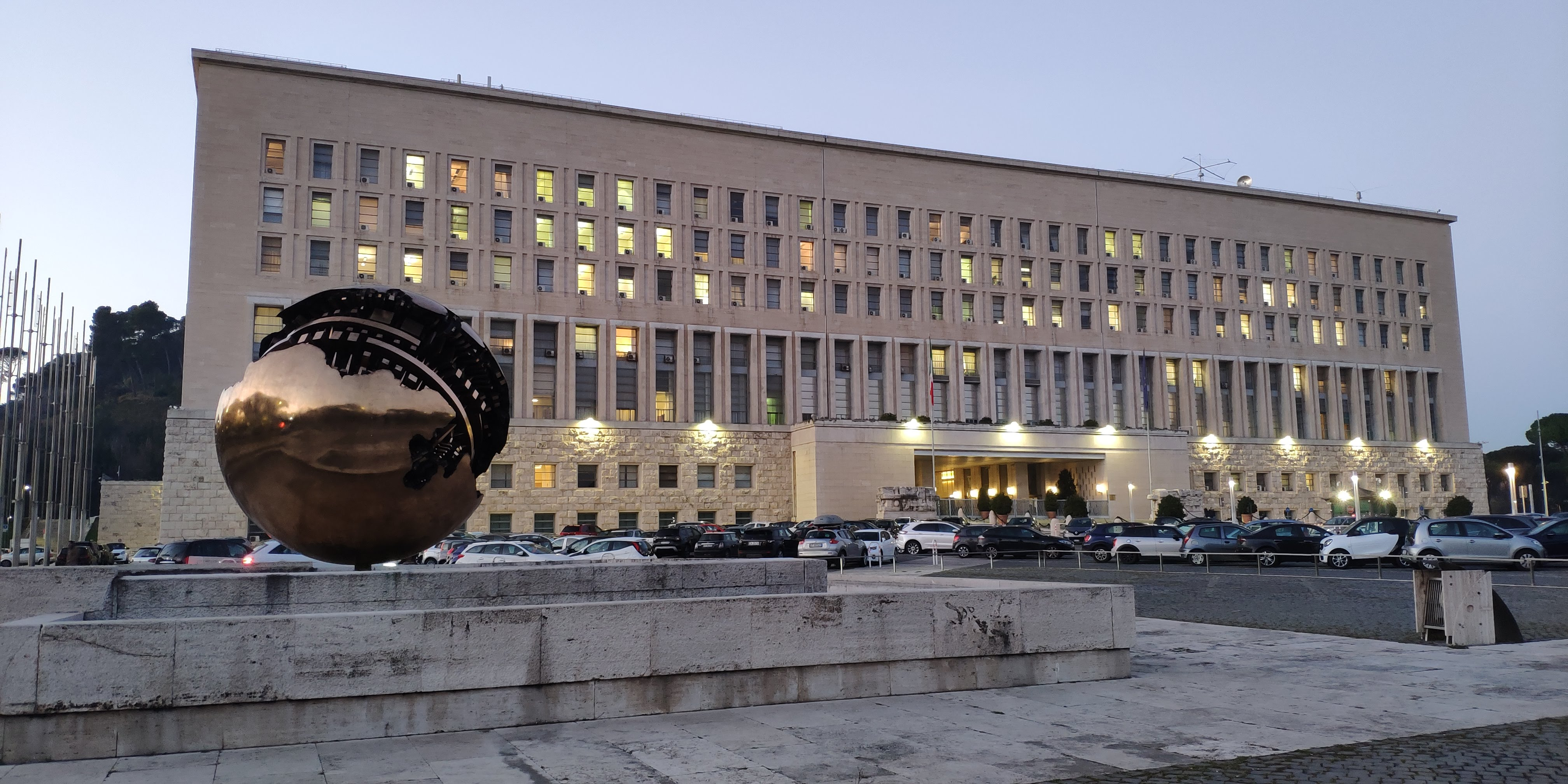
Palazzo della Farnesina, Zentrale des Außenministeriums in Rom

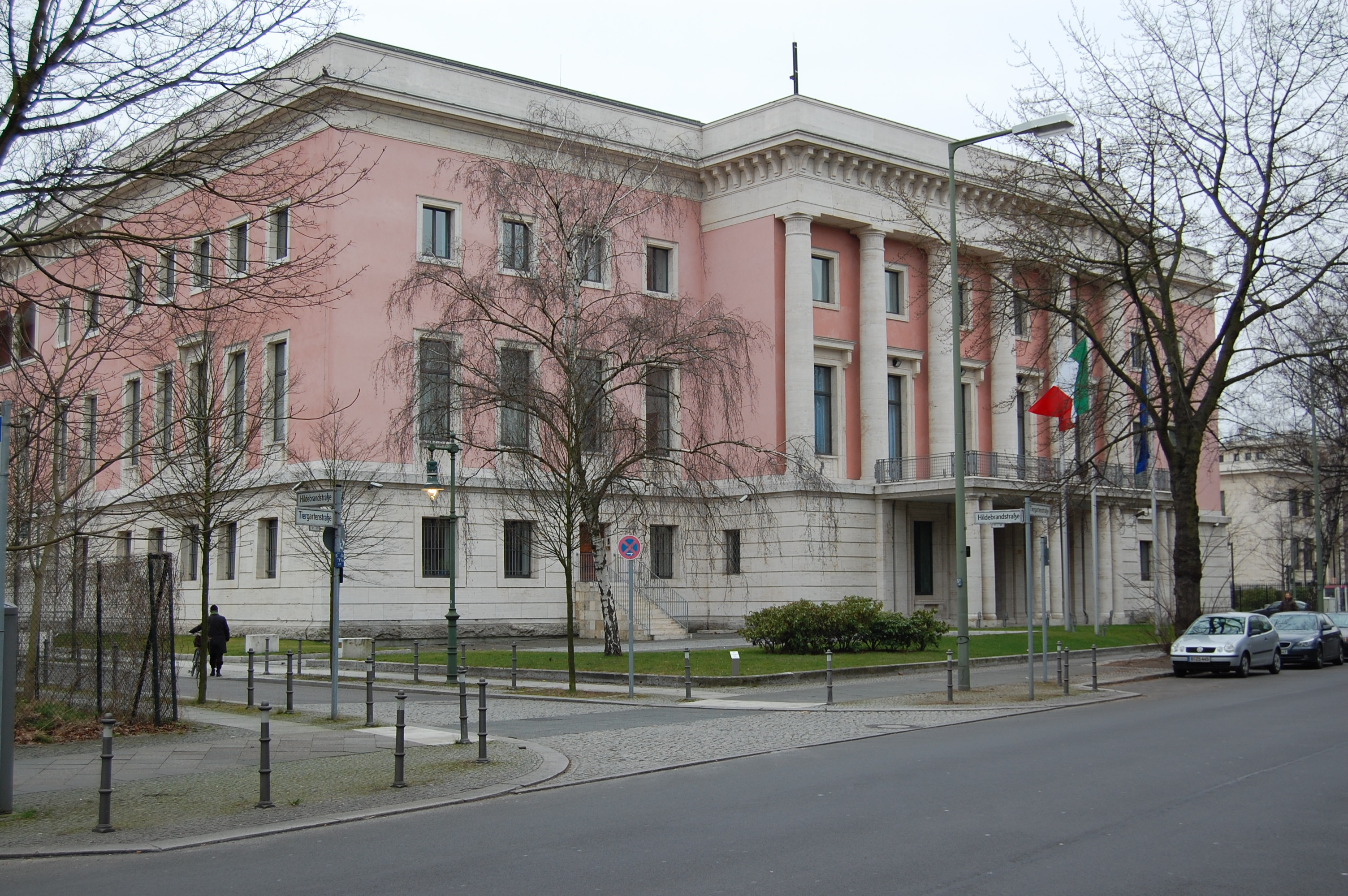
Italienische Botschaft in Berlin

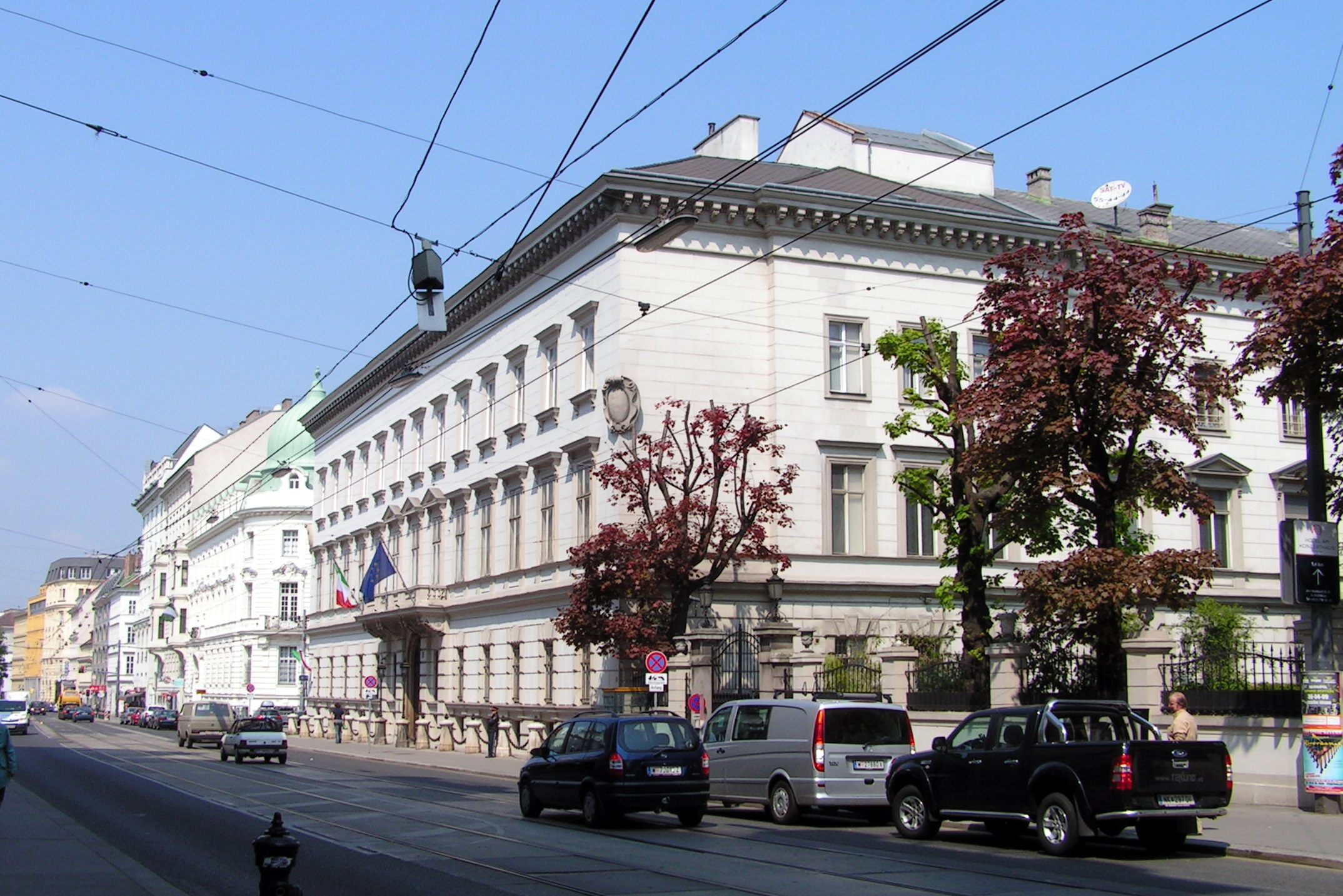
Italienische Botschaft in Wien

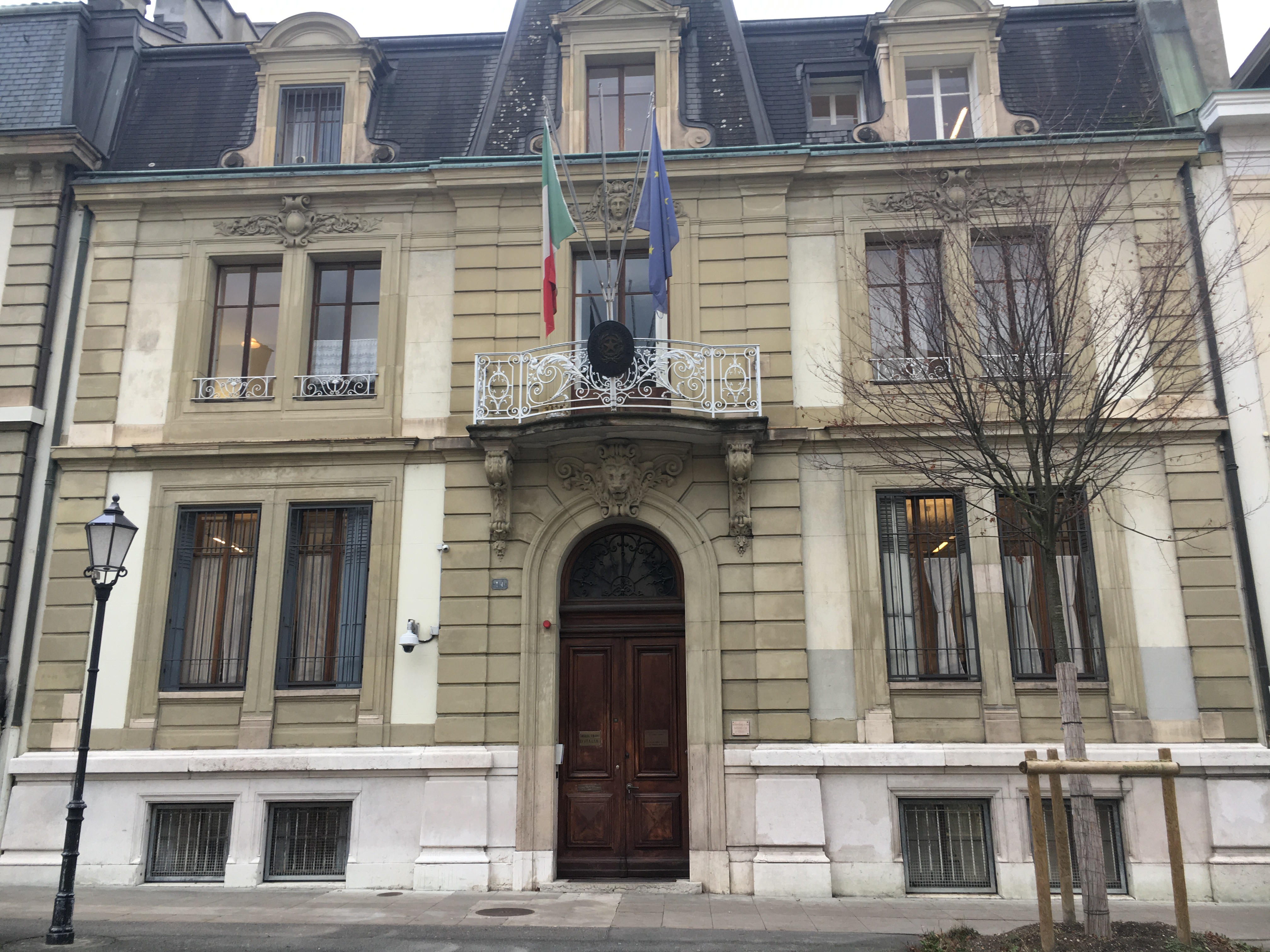
Italienisches Generalkonsulat in Genf

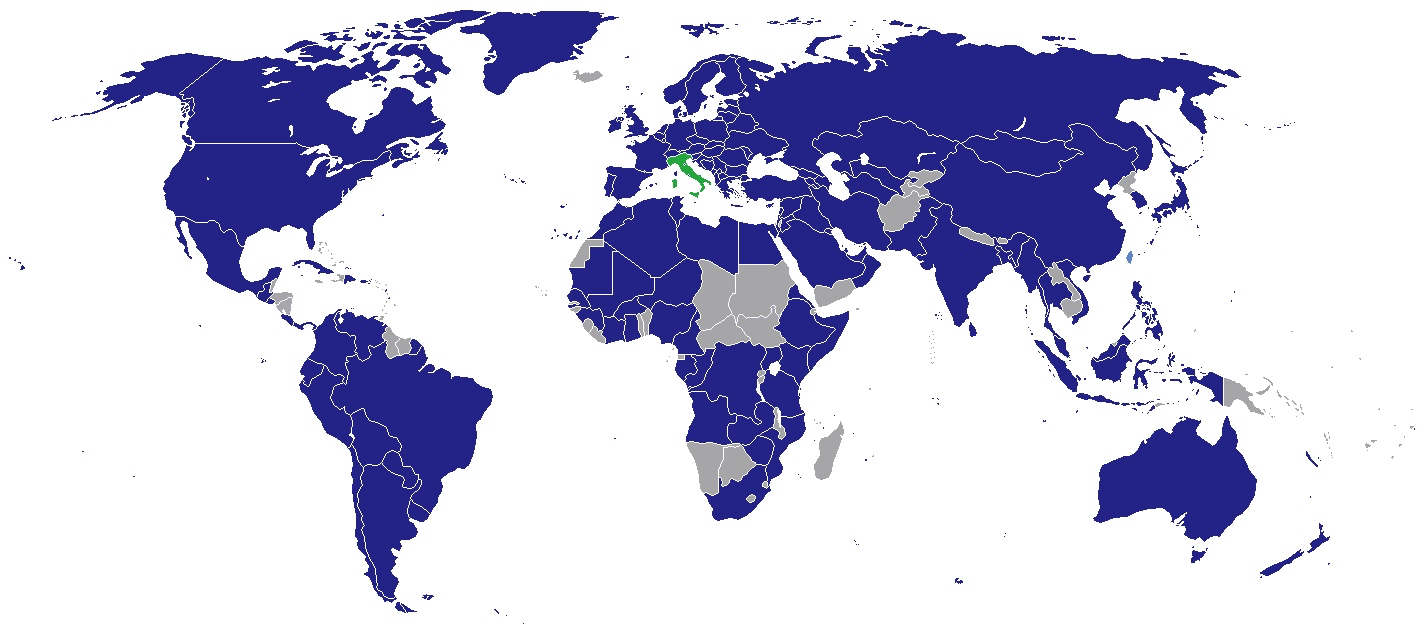
Diplomatische Vertretungen Italiens

Das italienische Ministerium für auswärtige Angelegenheiten und internationale Zusammenarbeit (italienisch Ministero degli Affari Esteri e della Cooperazione Internazionale) ist eines der Ministerien der italienischen Regierung. Es ist für die Außenpolitik Italiens zuständig. Nach seinem Sitz im Palazzo della Farnesina in Rom wird es inoffiziell kurz Farnesina genannt. Amtierender Außenminister ist Antonio Tajani.

## Organisation
Die politische Führung besteht aus dem Minister, Vizeministern (davon einer für Entwicklungszusammenarbeit) und Staatssekretären. Letztere sind in Italien keine Beamte, sondern Politiker. Amtschef des Ministeriums und damit oberster Beamter ist der Generalsekretär. Administrativ unterstehen ihm die Abteilungsleiter („Generaldirektoren“) der derzeit neun Abteilungen („Generaldirektionen“) des Ministeriums und kleinere, unterstützende Organisationseinheiten, darunter der Protokollarische Dienst. Das Ministerium beaufsichtigt die Agentur für Entwicklungszusammenarbeit AICS und (zusammen mit dem Industrieministerium) das Außenhandelsinstitut ICE/ITA sowie einige privatrechtliche Organisationen.
In Rom unterhält das Ministerium das Konferenz- und Gästehaus Villa Madama.
Das italienische Außenministerium hat derzeit (2020) insgesamt 128 Botschaften bei anderen Staaten, elf ständige Vertretungen bei internationalen Organisationen und 80 konsularische Vertretungen (ohne Honorarkonsulate). Das italienische Generalkonsulat in Jerusalem hält auch Verbindung zur Palästinensischen Autonomiebehörde. In Taipeh (Taiwan) unterhält das italienische Außenministerium eine Niederlassung mit besonderem Status. Dazu kommen 83 Kulturinstitute, die in der Regel den Botschaften zugeteilt sind. Das Außenministerium hat auch Zuständigkeiten im Bereich der italienischen Auslandsschulen und der italienischen Abteilungen und Lehrkräfte an (geförderten) ausländischen Bildungseinrichtungen.

## Geschichte
Obwohl die Ursprünge der modernen Diplomatie auf die norditalienischen Stadtstaaten der frühen Renaissance wie Mailand, Florenz und vor allem die Republik Venedig zurückgehen (Venezianische Diplomatie), hat das moderne Italien wegen seiner späten politischen Einigung keine lange nationalstaatliche diplomatische Tradition wie etwa Frankreich vorzuweisen. An der Spitze der italienischen Einigungsbewegung stand ab 1848 das Königreich Sardinien-Piemont, in das 1861 die alten italienischen Staaten eingegliedert wurden und das damit den Namen „Königreich Italien“ annahm. Daher haben die klassischen Ressorts und einige andere Institutionen Italiens eine piemontesische Vorgeschichte.
Am 17. Februar 1717 teilte König Viktor Amadeus II. das bis dahin bestehende Staatssekretariat in zwei Sekretariate auf: eines für auswärtige Angelegenheiten und eines für innere Angelegenheiten. Hinzu kam das im 17. Jahrhundert entstandene Sekretariat für Krieg. Im Zuge der Revolution von 1848 und der von Karl Albert erlassenen Verfassung (Statuto Albertino) wurden die mittlerweile sieben Staatssekretariate in Ministerien umbenannt. Das Außenministerium blieb mit den anderen Ministerien bis 1865 in Turin. Im Zuge der Verlegung der Hauptstadt kam es bis 1870 nach Florenz und dann schließlich nach Rom. Dort hatte das Außenministerium, aus dem 1912 das Kolonialministerium hervorging, bis 1922 seinen Sitz im Palazzo della Consulta auf dem Quirinal, bis 1959 war es im Palazzo Chigi neben der Abgeordnetenkammer untergebracht, dann kam es schließlich in den Palazzo della Farnesina, der am nordwestlichen Stadtrand neben dem Stadio Olimpico liegt. In den letzten Jahren führte man im Außenministerium tiefgreifende organisatorische Reformen durch. 2010 wurden die Abteilungen von 13 auf 8 reduziert und die Verteilung der Zuständigkeiten nach Kontinenten oder Weltregionen zugunsten von einzelnen Aufgabenbereichen weitgehend abgeschafft. Die Auslandsvertretungen erhielten mehr finanzielle und administrative Selbständigkeit. Die Neuordnung und Ausdünnung des Netzes der konsularischen Vertretungen stieß wiederholt auf erheblichen Widerstand.
Aus finanziellen Gründen wurden zwei Forschungsinstitute des Ministeriums aufgelöst, 2012 das Istituto italiano per l’Africa e l’Oriente in Rom einschließlich seiner Niederlassungen im In- und Ausland (welches jedoch in Form eines Vereins fortbesteht), und 2015 das Istituto agronomico per l’oltremare in Florenz, das wegen seiner agrarwissenschaftlichen Ausrichtung von der Agentur für Entwicklungszusammenarbeit übernommen wurde.
2014 wurde die Diplomatenschule des Außenministeriums (Istituto Diplomatico “Mario Toscano”) in ihrer bisherigen Form aufgelöst und als Fachbereich in die Scuola Nazionale dell’Amministrazione eingegliedert.